# Liste der Baudenkmale in Schwanewede
In der Liste der Baudenkmale in Schwanewede sind die Baudenkmale der niedersächsischen Gemeinde Schwanewede und ihrer Ortsteile aufgelistet. Der Stand der Liste ist der 1. Oktober 2021. Die Quelle der Baudenkmale ist der Denkmalatlas Niedersachsen.

## Allgemein
In den Spalten befinden sich folgende Informationen:
- Lage: die Adresse des Baudenkmales und die geographischen Koordinaten. Kartenansicht, um Koordinaten zu setzen. In der Kartenansicht sind Baudenkmale ohne Koordinaten mit einem roten Marker dargestellt und können in der Karte gesetzt werden. Baudenkmale ohne Bild sind mit einem blauen Marker gekennzeichnet, Baudenkmale mit Bild mit einem grünen Marker.
- Bezeichnung: Bezeichnung des Baudenkmales
- Beschreibung: die Beschreibung des Baudenkmales. Unter § 3 Abs. 2 NDSchG werden Einzeldenkmale und unter § 3 Abs. 3 NDSchG Gruppen baulicher Anlagen und deren Bestandteile ausgewiesen.
- ID: die Objekt-ID des Baudenkmales
- Bild: ein Bild des Baudenkmales, ggf. zusätzlich mit einem Link zu weiteren Fotos des Baudenkmals im Medienarchiv Wikimedia Commons. Wenn man auf das Kamerasymbol klickt, können Fotos zu Baudenkmalen aus dieser Liste hochgeladen werden:

## Schwanewede

### Gruppe: St. Johanneskirche
Die Gruppe hat die ID 25077122. Kirche mit Friedhof von 1761/62, etwa zeitgleich errichtetes Küsterhaus am westlichen Parzellenrand.

| Lage                              | Bezeichnung               | Beschreibung | ID       | Bild           |
| --------------------------------- | ------------------------- | --- | -------- | -------------- |
| Damm 8 53° 14′ 8″ N, 8° 35′ 45″ O | St. Johanneskirche        | Fachwerkbau von 1761/62 mit ziegelgedecktem Satteldach mit Walm im Osten, quadratischem Westturm in Backstein mit Pyramidendach     | 25080343 | Weitere Bilder |
| Damm 8 53° 14′ 6″ N, 8° 35′ 45″ O | Friedhof                  | Großer Friedhof, westlich und südlich der Kirche. Angelegt 1761/62 mit Bau der Kirche, historische Grabsteine des 19. Jh. erhalten. | 37027114 | BW             |
| Damm 8 53° 14′ 7″ N, 8° 35′ 43″ O | Wohn-/ Wirtschaftsgebäude | Zweiständer-Hallenhaus von 1790 in Fachwerk mit Krüppelwalmdach in Reetdeckung, errichtet als Küsterhaus                            | 25080357 |                |

### Einzelbaudenkmale
| Lage                                    | Bezeichnung               | Beschreibung | ID       | Bild           |
| --------------------------------------- | ------------------------- | --- | -------- | -------------- |
| Am Spreeken 53° 14′ 32″ N, 8° 35′ 42″ O | Mausoleum                 | Backsteinsichtiger Bau von um 1800 mit ziegelgedecktem Satteldach, zwei gleichmäßigen Stufengiebeln, Fialen und zwei Durchgänge, Erbbegräbnis der Familien von Griesbach und von der Wisch | 25080668 | BW             |
| Am Spreeken 53° 14′ 36″ N, 8° 35′ 27″ O | Jüdischer Friedhof        | Friedhof mit 112 Grabsteine von 1815 bis 1941, vermutlich wurde er ab 1774 genutzt | 25084468 |                |
| Voßhall 2 53° 14′ 21″ N, 8° 35′ 40″ O   | Wohn-/ Wirtschaftsgebäude | Zweiständer-Hallenhaus von 1790 in Fachwerk mit Krüppelwalmdach | 25081828 | Weitere Bilder |

## Neuenkirchen

### Gruppe: Ehemaliges Marine-Gemeinschaftslager
Die Gruppe hat die ID 37027579. Vier Baracken des ehemaligen Marine-Gemeinschaftslagers, erbaut durch die Organisation Todt 1939, sowie ein Friedhof für die zwischen 1943 und 1945 im Gefangenenlager umgekommenen Zwangsarbeiter.

| Lage                                       | Bezeichnung | Beschreibung | ID       | Bild           |
| ------------------------------------------ | ----------- | --- | -------- | -------------- |
| An der Kaserne 53° 13′ 36″ N, 8° 32′ 41″ O | Friedhof    | Friedhof nördlich des Kasernengeländes, Ursprünglich Begräbnisplatz für Toten aus dem Raum Schwanewede, zwischen 1943 und 1945 für die Toten des Gefangenenlagers        | 25081842 | BW             |
| An der Kaserne 53° 13′ 23″ N, 8° 32′ 16″ O | Baracke     | Baracke 27, Massivbau von 1944/45 mit flachgeneigtem Satteldach; Gebäude fast komplett aus Betonteilen gefertigt: Betonpfeiler, -einschubplatten, -sparren, -dachplatten | 36814094 | BW             |
| An der Kaserne 53° 13′ 22″ N, 8° 32′ 17″ O | Baracke     | Massivbau mit Satteldach von 1939 | 36814130 | BW             |
| An der Kaserne 53° 13′ 24″ N, 8° 32′ 32″ O | Baracke     | Dokumentations- und Lernort Baracke Wilhelmine. Massivbau mit flachgeneigtem Satteldach von 1939                                                                         | 36813953 | Weitere Bilder |
| An der Kaserne 53° 13′ 24″ N, 8° 32′ 36″ O | Baracke     | Massivbau mit flachgeneigtem Satteldach von 1939 | 36813972 | BW             |

### Gruppe: OT Neuenkirchen, Kirche und Friedhof
Die Gruppe hat die ID 37027673. Kirche mit umgebendem Friedhof, der eingefasst wird von einer Feldsteinmauer.

| Lage                                  | Bezeichnung        | Beschreibung | ID       | Bild           |
| ------------------------------------- | ------------------ | --- | -------- | -------------- |
| Landstraße 53° 14′ 5″ N, 8° 30′ 51″ O | St. Michael–Kirche | Rechteckiger Saalbau, unten aus Natursteinquadern, oben aus Backsteinmauerwerk, mit ziegelgedecktem Walmdach, Westturm aus Feldsteinmauerwerk mit Eckverzahnung und ziegelgedecktem Pyramidendach. Untere Kirchenteile und Turm vom Ende des 12. Jh., oberen Backsteinbereiche von 1768, Innenraum die originale Farbfassung, Kanzelaltar, Empore, Gestühl und Priechen erhalten | 25080538 | Weitere Bilder |
| Landstraße 53° 14′ 5″ N, 8° 30′ 50″ O | Friedhof           | Friedhof mit herausragenden Grabsteinen. | 25080228 | Weitere Bilder |
| Landstraße 53° 14′ 5″ N, 8° 30′ 54″ O | Feldsteinmauer     | Feldsteinmauer als Einfriedung des Friedhofes; vom 19. Jh. | 25079767 | Weitere Bilder |

### Gruppe: Klint 11
Die Gruppe hat die ID 37027563. Villenartiges Wohnhaus mit großem Grundstück und Einfahrtstor an der nordöstlichen Grundstücksgrenze.

| Lage                                | Bezeichnung  | Beschreibung | ID               | Bild |
| ----------------------------------- | ------------ | --- | ---------------- | ---- |
| Klint 11 53° 14′ 7″ N, 8° 30′ 42″ O | Wohnhaus     | Zweigeschossiger Backsteinbau von um 1900, mit Satteldächern in Schieferdeckung, aufwändiger Fassadengestaltung durch Mauerwerks- und Putzflächen; mit Erker, Zwerchhäusern und Freitreppe | 25080522         |      |
| Klint 11 53° 14′ 8″ N, 8° 30′ 45″ O | Einfahrtstor | Tor von um 1900 zwischen zwei Steinpfeilern, beidseitig von Türen flankiert | 11/1/-/ Klint 11 |      |

### Einzelbaudenkmale
| Lage                                     | Bezeichnung               | Beschreibung                                                                                             | ID       | Bild |
| ---------------------------------------- | ------------------------- | --- | -------- | ---- |
| Bruchstraße 7 53° 14′ 2″ N, 8° 31′ 51″ O | Wohn-/ Wirtschaftsgebäude | Zweiständer-Hallenhaus von 1857 mit gleichmäßigem Fachwerk, Krüppelwalmdach in Reetdeckung und Uhlenloch | 25080508 |      |

## Rade

### Einzelbaudenkmale
| Lage                                    | Bezeichnung            | Beschreibung | ID       | Bild           |
| --------------------------------------- | ---------------------- | --- | -------- | -------------- |
| Inselstraße 53° 18′ 55″ N, 8° 29′ 44″ O | Unterfeuer Harriersand | Auf dreibeinigem Stahlgestell montiertes kleines Leuchtfeuer unter Kuppel. Errichtet als Gitterbake mit Galerie am Ostufer der Weser kurz nach 1898. Das zugehörige Oberfeuer befindet sich etwa 950 m nördlich.                           | 25078252 |                |
| Inselstraße 53° 19′ 0″ N, 8° 30′ 22″ O  | Oberfeuer Großerpater  | Auf hohem, dreibeinigem Stahlgestell montiertes Leuchtfeuer. Die Gitterbake mit innen liegender Röhre und Kuppeldach etwa 1350 m vom zugehörigen Unterfeuer und kurz nach 1898 errichtet. Höhe 36 Meter, höchster Leuchtturm an der Weser. | 25078314 | Weitere Bilder |
| Inselstraße 53° 19′ 26″ N, 8° 29′ 51″ O | Oberfeuer Harriersand  | Auf hohem, dreibeinigem Stahlgestell montiertes Leuchtfeuer. Die Gitterbake mit innen liegender Vierkant–Röhre und halbkugelförmigem Kuppeldach etwa 950 m nördlich vom Unterfeuer und kurz nach 1898 errichtet. Höhe 25 Meter.            | 25078269 |                |
| Inselstraße 53° 19′ 42″ N, 8° 30′ 17″ O | Unterfeuer Großerpater | Auf dreibeinigem Stahlgestell montiertes kleines Leuchtfeuer unter Kuppel. Errichtet als Gitterbake mit Galerie kurz nach 1898. Das zugehörige Oberfeuer 1350 m südlich. Höhe 15 Meter.                                                    | 25078299 |                |

## Aschwarden

### Gruppe: Kirche und Friedhof
Die Gruppe hat die ID 37027607. Kirche des 13. Jh. mit umgebendem Friedhof.

| Lage                                     | Bezeichnung | Beschreibung | ID       | Bild           |
| ---------------------------------------- | ----------- | --- | -------- | -------------- |
| Brucher Weg 18 53° 17′ 7″ N, 8° 33′ 1″ O | St. Nikolai | Saalbau in Backsteinen, längsrechteckiger Chor, offener Glockenturm, mit Satteldächer in Ziegeldeckung erbaut Mitte des 13. Jh., Übernahme älterer Bauteile von um 1200, romanischer Rundbogen (zwischen Chor und Schiff), Innen: Flachdecke und Reste mittelalterlicher Wandmalereien, Sandsteintaufbecken (1601), Kastengestühl (1654, 1743), Kanzel (17. Jh.) | 25080625 | Weitere Bilder |
| Brucher Weg 18 53° 17′ 7″ N, 8° 33′ 1″ O | Friedhof    | Friedhof mit erhaltenen Grabsteinen des 16. bis 19. Jh., angelegt mit Bau der Kirche Mitte des 13. Jh. | 37027070 | BW             |

### Einzelbaudenkmale
| Lage                                              | Bezeichnung               | Beschreibung | ID       | Bild           |
| ------------------------------------------------- | ------------------------- | --- | -------- | -------------- |
| Aschwardener Straße 14 53° 17′ 7″ N, 8° 31′ 58″ O | Wohn-/ Wirtschaftsgebäude | Zweiständer-Hallenhaus von 1720 in Fachwerk mit Krüppelwalmdach in Reetdeckung | 25081338 | BW             |
| Aschwarden Mühle 53° 16′ 55″ N, 8° 31′ 29″ O      | Mühle                     | Galerieholländer von 1850 mit Windrose und Jalousieflügel, massiver oktogonaler Unterbau, Achtkant mit Schieferverkleidung, Kappe in Zwiebelform, hölzerne Galerie, Flügel aus eisernen Hohlprofilen, 1896 nach Brand erneuert | 25079458 | Weitere Bilder |

## Löhnhorst

### Gruppe: Hohehorst
Die Gruppe „Hohehorst“ ist der von 1928 bis 1930 errichtete Landsitz des Direktors der Nordwolle, Georg Carl Lahusen, und hat die ID 25077129. In den 1930er Jahren wurde das Gelände für die SS-Organisation Lebensborn genutzt.

| Lage                                      | Bezeichnung            | Beschreibung | ID       | Bild           |
| ----------------------------------------- | ---------------------- | --- | -------- | -------------- |
| Hauptstraße 1 53° 12′ 43″ N, 8° 38′ 11″ O | Herrenhaus             | Das Landhaus (sog. Villa Lahusen) wurde 1928 vom Bremer Architekten Otto Blendermann entworfen und realisiert. Die Statuen sind von Friedrich Lommel realisiert worden.                              | 25078124 | Weitere Bilder |
| Hauptstraße 1 53° 12′ 39″ N, 8° 38′ 8″ O  | Wohnhaus               | Das Gärtnerhaus (heute als Kinderhaus bezeichnet) befindet sich etwa 100 Meter südwestlich vom Herrenhaus und ist als eingeschossiges Backsteingebäude mit Drempel unter einem Satteldach errichtet. | 42030552 | BW             |
| Hauptstraße 1 53° 12′ 34″ N, 8° 38′ 3″ O  | Transformatorenturm    | Das massive eingeschossige Gebäude von 1928 unter einem Walmdach mit dem hohen Turm versorgte das Areal mit dem notwendigen Strom.                                                                   | 42030534 | BW             |
| Hauptstraße 1 53° 12′ 35″ N, 8° 38′ 1″ O  | Zufahrt mit Torhäusern | Zwei eingeschossige Torhäuser flankieren die Zufahrt mit Tor. | 25080390 |                |
| Hauptstraße 1 53° 12′ 50″ N, 8° 38′ 13″ O | Grotte                 | Die aus Tuff- und Tropfstein errichtete Grotte wurde mit den übrigen Gebäuden 1928 errichtet. | 37027362 |                |
| Hauptstraße 1 53° 12′ 47″ N, 8° 38′ 6″ O  | Park                   | Der Park wurde Ende der 1920er Jahre mit einer damals typischen Gartengestaltung mit Laub- und Nadelhölzern angelegt.                                                                                | 42030633 | BW             |
| Hauptstraße 1 53° 12′ 51″ N, 8° 38′ 12″ O | Teich                  | Der Teich wurde bereits im 19. Jahrhundert angelegt | 25080980 |                |
| Hauptstraße 1 53° 12′ 35″ N, 8° 38′ 10″ O | Allee                  | Die zweireihige Allee führt von der Toranlage zum Herrenhaus | 25077855 | BW             |

## Meyenburg

### Gruppe: Ortskern
Die Gruppe hat die ID 25077164. Kernbereich Meyenburgs, der den ältesten Siedlungsbereich des Ortes bildet. Die Wohn-/ Wirtschaftsgebäude giebelständig am gepflasterten und von Bäumen flankierten Meyenburger Damm aufgereiht, einige Nebengebäude in rückwärtigen Grundstücksbereichen.

| Lage                                            | Bezeichnung               | Beschreibung | ID       | Bild           |
| ----------------------------------------------- | ------------------------- | --- | -------- | -------------- |
| Meyenburger Damm 53° 16′ 22″ N, 8° 35′ 42″ O    | Straßenraum               | Ältester Siedlungsbereich des Ortes zwischen Burg und Geestrand mit Bürgersteig, schmalem Gehweg und Fahrbahn mit Kopfsteinpflaster, seitliche stehen die Laubbäume der Höfe sowie Hecken und wenige Einfriedungen                                                                                | 25080765 |                |
| Meyenburger Damm 53° 16′ 23″ N, 8° 35′ 40″ O    | Baumbestand               | Beidseitig der Straße, unregelmäßig gesetzte Bäume, die den Straßenraum abgrenzen. | 25079676 | BW             |
| Meyenburger Damm 1 53° 16′ 18″ N, 8° 35′ 47″ O  | Wohn-/ Wirtschaftsgebäude | Giebelständiger eingeschossiger Backsteinbau unter Satteldach in Ziegeldeckung. Mit rundbogigen und segmentbogigen Öffnungen. Erbaut um 1875. | 25080782 | BW             |
| Meyenburger Damm 2 53° 16′ 19″ N, 8° 35′ 47″ O  | Stall                     | Kleiner Backsteinbau unter Satteldach in Ziegeldeckung, längs erschlossen. Erbaut um 1900. | 25080795 | BW             |
| Meyenburger Damm 3 53° 16′ 19″ N, 8° 35′ 46″ O  | Wohn-/ Wirtschaftsgebäude | Zweiständer-Hallenhaus von um 1790 in Fachwerk mit Krüppelwalmdach in Reetdeckung, mit Uhlenloch. Traufseiten massiv in Backstein ersetzt | 25080809 | BW             |
| Meyenburger Damm 4 53° 16′ 20″ N, 8° 35′ 46″ O  | Wohn-/ Wirtschaftsgebäude | Massives Hallenhaus 1865 in Zweiständerbauweise mit Krüppelwalmdach in Reetdeckung, mit Uhlenloch | 25080612 | BW             |
| Meyenburger Damm 5 53° 16′ 20″ N, 8° 35′ 45″ O  | Gaststätte                | Backsteingebäude von um 1900 mit Satteldach, sparsamem Backsteinschmuck, zeitweilig auch mit Laden | 25078966 | BW             |
| Meyenburger Damm 7 53° 16′ 20″ N, 8° 35′ 43″ O  | Wohn-/ Wirtschaftsgebäude | Backsteinbau von 1858 als Vierständerhallenhauses, mit Krüppelwalmdach in Reetdeckung, mit Uhlenloch | 25079970 | BW             |
| Meyenburger Damm 7 53° 16′ 19″ N, 8° 35′ 42″ O  | Scheune                   | Querscheune in Fachwerk von um 1780 mit Backsteinausfachung, mit Walmdach in Ziegeldeckung | 25079986 | BW             |
| Meyenburger Damm 8 53° 16′ 21″ N, 8° 35′ 45″ O  | Wohn-/ Wirtschaftsgebäude | Zweiständer-Hallenhau von 1839 mit massiven Backsteinaußenwänden und Krüppelwalmdach in Reetdeckung, mit Uhlenloch, Wohngiebel mit Vollwalm | 25080911 | BW             |
| Meyenburger Damm 9 53° 16′ 21″ N, 8° 35′ 41″ O  | St. Luciae–Kirche         | Gewestete Saalkirche aus Backstein, mit eingezogenem Rechteckchor; unter ziegelgedeckten Satteldächern, Längswände durch Lisenen und Rundbogenfenster gegliedert. 1857 erbaut an einen älteren Ostturm von 1752, unter ziegelgedecktem Pyramidendach. Im Inneren Orgelprospekt von 1752 erhalten. | 25080749 | Weitere Bilder |
| Meyenburger Damm 9 53° 16′ 19″ N, 8° 35′ 40″ O  | Friedhof                  | Um die Kirche herum gelegener Friedhof mit Mauereinfriedung, einigen herausragenden Grabsteinen und kleinem Mausoleum. Im Bestand im Wesentlichen aus dem 19. Jh. | 35421214 |                |
| Meyenburger Damm 10 53° 16′ 22″ N, 8° 35′ 43″ O | Schule                    | Eingeschossiger Backsteinbau von um 1900 mit Satteldach in Ziegeldeckung. Segmentbogenförmige Öffnungen, sparsamer Fassadenschmuck | 25080924 | BW             |
| Meyenburger Damm 11 53° 16′ 22″ N, 8° 35′ 41″ O | Pfarrhaus                 | Backsteinbau von um 1910 mit Satteldach in Ziegeldeckung, am Südostgiebel mit Halbwalm, versprosste Fenster und originale Haustür erhalten; Architekt: Hugo Wagner (Bremen) | 25080938 | BW             |
| Meyenburger Damm 11 53° 16′ 22″ N, 8° 35′ 41″ O | Einfriedung               | Backsteinmauer mit Backsteinformsteinen als oberer Abschluss um Kirche und Pfarrhaus, wohl aus 19. Jh., stellenweise erneuert. | 43832493 | BW             |
| Meyenburger Damm 14 53° 16′ 23″ N, 8° 35′ 42″ O | Wohn-/ Wirtschaftsgebäude | Zweiständer-Hallenhaus von 1875 mit massiven Wänden mit Krüppelwalmdach in Reetdeckung, mit Uhlenloch | 25079058 | BW             |
| Meyenburger Damm 15 53° 16′ 24″ N, 8° 35′ 38″ O | Wohn-/ Wirtschaftsgebäude | Zweiständer-Hallenhaus von 1867 in Fachwerk mit Krüppelwalmdach in Reetdeckung, 1990 saniert und umgebaut | 25079088 | BW             |
| Meyenburger Damm 16 53° 16′ 24″ N, 8° 35′ 41″ O | Wohn-/ Wirtschaftsgebäude | Zweiständer-Hallenhaus von um 1800 und 1875 in FachwerkKrüppelwalmdach in Reetdeckung, Wirtschaftsgiebel 1875 massiv in Backstein erneuert, heute Ferienhaus | 25079104 | BW             |
| Meyenburger Damm 20 53° 16′ 25″ N, 8° 35′ 41″ O | Wohn-/ Wirtschaftsgebäude | Massives Hallenhaus mit ziegelgedecktem Krüppelwalmdach vom Ende des 19. Jh. | 25079489 | BW             |

### Gruppe: Gut Wersebe
Die Gruppe hat die ID 25077255. Das Rittergut Wersebe liegt nördlich des Ortes Meyenburg; umgeben von Wassergraben, besteht aus Gutshaus, ehemaliger Zehntscheune, Remise und Gutspark.

| Lage                                            | Bezeichnung  | Beschreibung | ID       | Bild |
| ----------------------------------------------- | ------------ | --- | -------- | ---- |
| Meyenburger Damm 27 53° 16′ 35″ N, 8° 35′ 36″ O | Herrenhaus   | Zweigeschossiger Bau aus Backsteinmauerwerk, bzw. Fachwerk mit ziegelgedeckten Krüppelwalmdächern, mehrfach verändert und erweitert: Kernbau von 1504 als langgestreckter, zweigeschossiger Backsteinbau mit schmalem östlichen Seitenflügel und durch Anbau eines Westflügels in Fachwerk vom 18. Jh. | 25081027 | BW   |
| Meyenburger Damm 27 53° 16′ 33″ N, 8° 35′ 34″ O | Scheune      | Mächtiger Fachwerkbau als Zehntscheune vom 18. Jh. in Zweiständerkonstruktion, mit Satteldach in Reetdeckung, Längsdurchfahrt | 25080701 | BW   |
| Meyenburger Damm 27 53° 16′ 32″ N, 8° 35′ 35″ O | Remise       | Fachwerkbau von um 1800 mit Krüppelwalmdach in Ziegeldeckung, mit Quereinfahrten | 25080718 | BW   |
| Meyenburger Damm 27 53° 16′ 32″ N, 8° 35′ 33″ O | Wassergraben | Wassergräben der Anlage, Bestand auf den Graben um ehemalige Wasserburg, umschließen den Gutshof, Stichgraben zum Gutshaus | 37027503 | BW   |
| Meyenburger Damm 27 53° 16′ 33″ N, 8° 35′ 39″ O | Park         | Gutspark, teilweise von einer Backsteinmauer eingefasst, von südlicher Einfahrt gepflasterte Allee zum Haupthaus | 25080685 | BW   |

### Einzelbaudenkmale
| Lage                                          | Bezeichnung               | Beschreibung | ID       | Bild |
| --------------------------------------------- | ------------------------- | --- | -------- | ---- |
| Butendoor 14 53° 16′ 19″ N, 8° 36′ 6″ O       | Wohn-/ Wirtschaftsgebäude | Fachwerk-Hallenhaus von 1688 in Zweiständerkonstruktion mit Krüppelwalmdach in Reetdeckung, Wände teilweise massiv in Backstein ersetzt         | 25080999 |      |
| Butendoor 21 53° 16′ 21″ N, 8° 36′ 13″ O      | Wohn-/ Wirtschaftsgebäude | Zurückliegender Fachwerkbau von 1682 in Zweiständerkonstruktion mit Krüppelwalmdach in Reetdeckung, Wände teilweise massiv in Backstein ersetzt | 25081013 | BW   |
| Mühlendamm 9 53° 16′ 29″ N, 8° 36′ 16″ O      | Wassermühle               | Eingeschossiger Fachwerkbau von 1856 auf hohem Unterbau in Backsteinmauerwerk mit Krüppelwalmdach                                               | 25080824 |      |
| Mühlendamm 53° 16′ 29″ N, 8° 36′ 19″ O        | Teich                     | Alter Mühlenteich mit Stau vom wohl 19. Jh. | 25078360 | BW   |
| Uthleder Straße 9 53° 16′ 35″ N, 8° 35′ 48″ O | Wohn-/ Wirtschaftsgebäude | Fachwerk-Hallenhaus aus der ersten Hälfte des 19. Jh. in Zweiständerkonstruktion mit Krüppelwalmdach in Reetdeckung                             | 25080494 | BW   |

## Hinnebeck

### Einzelbaudenkmale
| Lage                                             | Bezeichnung               | Beschreibung | ID       | Bild |
| ------------------------------------------------ | ------------------------- | --- | -------- | ---- |
| Hinnebecker Straße 87 53° 15′ 4″ N, 8° 33′ 37″ O | Wohn-/ Wirtschaftsgebäude | Zweiständer-Hallenhaus von 1737 in Fachwerk mit Krüppelwalmdach in Reetdeckung, mit Uhlenloch, Wirtschaftsgiebel deutlich vorkragend, Wohngiebel in Backstein erneuert | 25078330 | BW   |